# Ludger Schwarte
Ludger Schwarte (* 29. Dezember 1967 in Münster) ist ein deutscher Philosoph.

## Leben
Ludger Schwarte studierte von 1987 bis 1993 Philosophie, Literatur und Politikwissenschaft in Münster, Berlin und Paris. Von 1993 bis 1999 lehrte er an der Universität Paris VIII. 1997 promovierte er bei Wilhelm Schmidt-Biggemann an der Freien Universität Berlin zum Doktor der Philosophie. Anschließend nahm er verschiedene Lehraufträge an amerikanischen und französischen Hochschulen wahr. Von 2000 bis 2006 war Schwarte wissenschaftlicher Mitarbeiter des Sonderforschungsbereichs „Kulturen des Performativen“ an der Freien Universität Berlin; von 2006 bis 2009 hatte Schwarte die Assistenzprofessur für „Theorie der Bilder“ am NFS Bildkritik/Eikones der Universität Basel inne. Währenddessen habilitierte sich Schwarte 2007 an der Freien Universität Berlin mit einer Studie zur Philosophie der Architektur. Von Oktober bis Dezember 2008 war er Fellow am Internationalen Kolleg für Kulturtechnikforschung und Medienphilosophie (IKKM) in Weimar.
Von Februar bis Juni 2009 hatte Schwarte eine leitende Dozentur für die „Theorie des Ästhetischen“ an  der Zürcher Hochschule der Künste inne.
Seit August 2009 ist Schwarte Professor für Philosophie an der Kunstakademie Düsseldorf.
Neben seiner wissenschaftlichen Tätigkeit verfasst Ludger Schwarte auch literarische Texte. 1991 nahm er am Ingeborg-Bachmann-Wettbewerb in Klagenfurt teil.

## Werke
- Gene, Berlin 1998
- Die Regeln der Intuition. Paderborn: Wilhelm Fink 2000. ISBN 978-3-7705-4791-3
- Philosophie der Architektur. Paderborn: Wilhelm Fink 2009. ISBN 978-3-7705-4791-3
- Vom Urteilen. Berlin: Merve 2012. ISBN 978-3-88396-319-8
- Pikturale Evidenz. Zur Wahrheitsfähigkeit der Bilder. Paderborn: Wilhelm Fink 2015.
- Notate für eine künftige Kunst. Berlin: Merve 2016.
- Denken in Farbe. Berlin: August 2020. ISBN 978-3-941360-71-6
- Qualitäten der Freiheit. Demokratie für Übermorgen. Hamburg: Meiner 2024. ISBN 978-3-7873-4604-2

## Herausgeberschaft
- Körper und Recht, Paderborn [u. a.] 2003 (zusammen mit  Christoph Wulf).
- Kunst als Strafe, München 2003 (zusammen mit Gertrud Koch und Sylvia Sasse).
- Auszug aus dem Lager, Bielefeld 2007.